# Bogotáwaterral
De bogotáwaterral (Rallus semiplumbeus) is een vogel uit de familie van rallen (Rallidae). Het is een bedreigde vogelsoort die alleen nog voorkomt in Colombia. Exemplaren uit Peru zijn alleen als museumspecimen bewaard.

## Kenmerken
De vogel is 25 cm lang. Het is een middelgrote ral in het formaat van de waterral (R. aquaticus). Van onder is de vogel leiblauw, net als de gewone waterral. De bogotáwaterral heeft meer zwart in de zwart-wit gebandeerde buik dan de waterral en is van boven egaler, met minder zwarte vlekken.

## Verspreiding en leefgebied
Deze soort komt voor oostelijk Colombia in de departementen Cundinamarca en Boyacá op de Ubaté-Bogotá-hoogvlakte op 2500 tot 4000 m boven zeeniveau in het oostelijk deel van de Andes. Het leefgebied bestaat uit moerassen in savannelandschap, begroeid met waterplanten als kogelbies (Scirpoides holoschoenus) en lisdodde.
De ondersoort uit Peru R. s.peruvianus is waarschijnlijk uitgestorven.

## Status
De grootte van de populatie werd in 2021 door BirdLife International geschat op 3,7 duizend volwassen individuen en de populatie-aantallen nemen af door habitatverlies. Het leefgebied wordt aangetast door drooglegging, watervervuiling, omzetting in weidegebieden en andere vormen van agrarisch gebruik. Verder speelt de introductie van invasieve dieren zoals honden, ratten en katten een negatieve rol. Om deze redenen staat deze soort als kwetsbaar op de Rode Lijst van de IUCN.